# Måndagsklubben
Måndagsklubben var ett svenskt TV-program som startade 1996 i Kanal 5.
Programmet hade en diskussionspanel med programledaren Caroline Giertz, som efter tre år ersattes av Anna Wennerholm. De två permanenta bisittarna Lennie Norman och Claes Malmberg hade två nya gäster i varje program. Diskussionerna, som många ansåg burleska, ambitiösa och frispråkiga, kunde handla om vad som helst som var aktuellt – ofta med dagstidningar som utgångspunkt. Programmet uppmärksammades på grund av att deltagarna i panelen rökte och konsumerade alkohol under pågående sändningar. Claes och Lennie drack alkoholfria drycker under sändningen, med ett undantag, då de skulle testa alkoholmätare.